# Rampart – Cop außer Kontrolle
Rampart – Cop außer Kontrolle (Originaltitel: Rampart) ist ein US-amerikanisches Filmdrama von Oren Moverman. Die Hauptrolle übernahm Woody Harrelson.

## Handlung
Dave Brown arbeitet als Streifenpolizist in der Rampart Division des Los Angeles Police Department. Er lebt mit seinen beiden Ex-Frauen, den Schwestern Barbara und Catherine, und den gemeinsamen Töchtern Helen und Margaret in einem Haus, was zu ständigen Konflikten zwischen allen Beteiligten führt. Darüber hinaus hat er ständig wechselnde Affären mit weiteren Frauen.
Bei der Verfolgung und Verhaftung von Verdächtigen geht Brown äußerst brutal vor. Genauso schikaniert er neue Kollegen und setzt sich über Vorschriften seiner Vorgesetzten hinweg. Seit einem früheren Fall trägt er den Spitznamen „Vergewaltiger-Dave“.
Nach einem Verkehrsunfall verfolgt er den Verursacher und schlägt diesen halbtot, was aber von einer Überwachungskamera gefilmt wird und das von einem Korruptionsskandal ohnehin erschütterte Vertrauen der Bevölkerung in die Polizei auf einen neuen Tiefpunkt sinken lässt. Bei den eingeleiteten Untersuchungen wird ihm nahegelegt, in den Ruhestand zu gehen, was Brown aber ablehnt. Er befürchtet, lediglich als Sündenbock herhalten zu müssen, um vom Korruptionsskandal abzulenken.
In einer Bar lernt er die Anwältin Linda Fentress kennen und landet mit ihr im Bett. Später wird er jedoch misstrauisch, da er aufgrund der laufenden Untersuchungen eine Bespitzelung durch die Staatsanwaltschaft befürchtet. Bald bemerkt er den Detective Kyle Timkins von der Mordkommission, der ihm tatsächlich nachstellt, um Material für eine eventuelle Verhaftung und Verhandlung zu sammeln.
Um das Geld für die notwendigen Anwaltskosten zu beschaffen, wendet er sich an Hartshorn, einen Ex-Polizisten und alten Freund seines Vaters. Dieser gibt ihm einen Hinweis auf eine illegale Glücksspielrunde. Bei seinem Eintreffen dort werden die Glücksspieler von zwei Räubern um das gesamte Geld erleichtert. Brown verfolgt die Räuber gemeinsam mit einem der Spieler und tötet diesen. Den Räuber lässt er jedoch entkommen, nachdem er ihm zuvor das gesamte Geld abgenommen hat.
Seine Familie wirft ihn schließlich aus dem Haus, so dass er in ein Hotel ziehen muss. Auch seine Töchter entfremden sich zunehmend von ihm. Zudem kommt es zu weiteren Konflikten mit der Anwältin Linda und seinem Mentor Hartshorn. Nach einem heftigen Streit mit Hartshorn, in dessen Verlauf dieser einen Herzinfarkt erleidet, lässt Brown ihn ohne Hilfe an einem einsamen Strand sterbend zurück.
Brown gibt sich immer mehr dem Drogen- und Alkoholkonsum hin und spielt schließlich mit Selbstmordgedanken. Entnervt ruft er Timkins an und gesteht diesem bei einem Treffen seine Gewaltexzesse und mindestens einen begangenen Mord. Timkins hat jedoch kein Interesse an diesen Bekenntnissen, da er Brown ohnehin demnächst überführen will und sich seine Ermittlungsarbeit und die anstehende Verhaftung nicht von Brown selbst zunichtemachen lassen will.
So ist Brown am Ende von seiner Umwelt ausgegrenzt auf sich allein gestellt und sieht nach dem nutzlosen Geständnis völlig desillusioniert und orientierungslos einer ungewissen Zukunft entgegen.

## Hintergrund

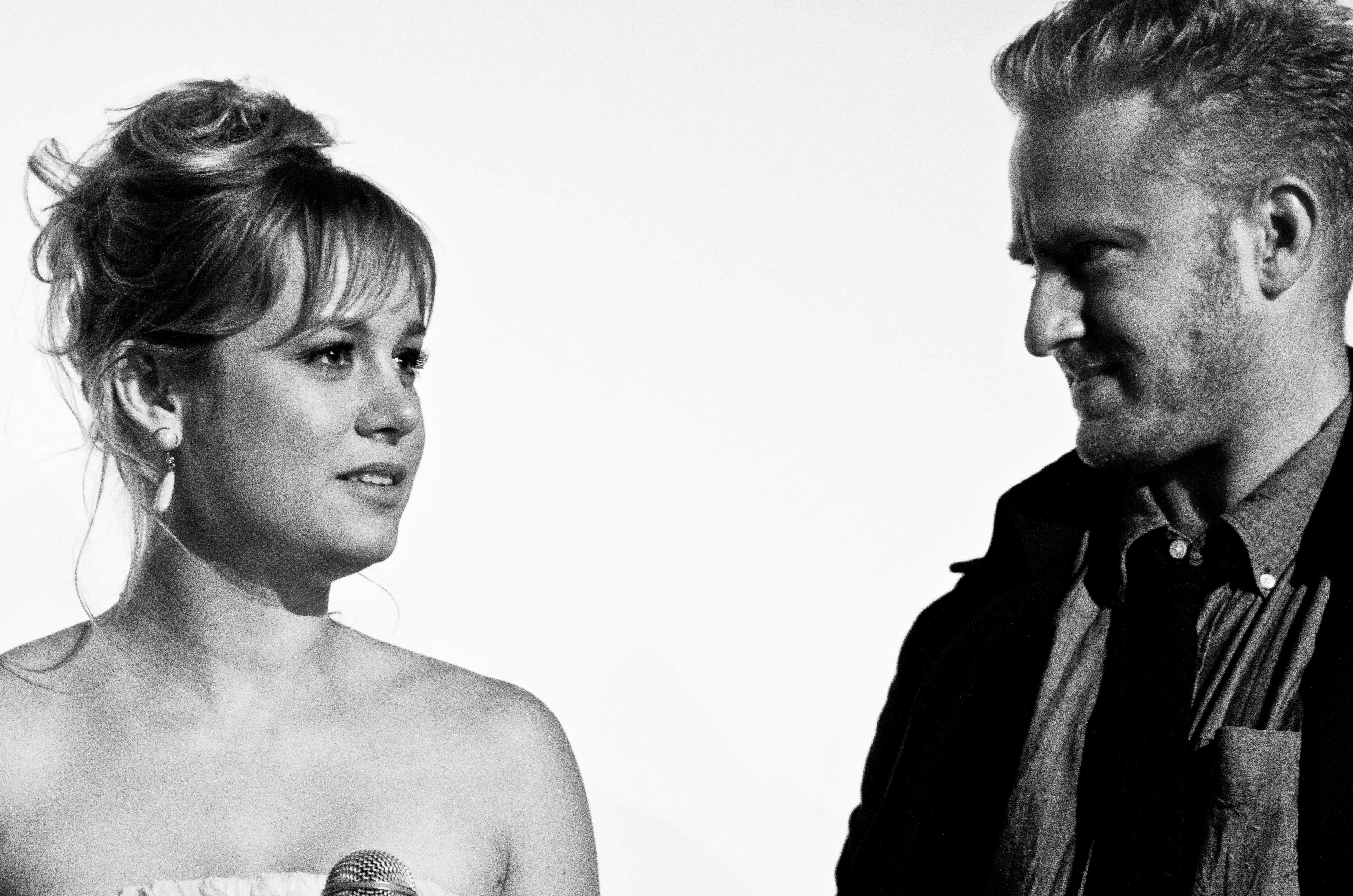
Brie Larson und Ben Foster im September 2011 bei der Premiere beim Toronto International Film Festival

Die Rampart Division des LAPD wurde in den 1990er Jahren vom sogenannten „Rampart-Skandal“ erschüttert. Damals wurden 70 Polizisten der Division verschiedener Verbrechen wie Korruption, Polizeigewalt, Diebstahl, Drogenhandel, Bankraub usw. angeklagt. Der Film greift diesen Skandal sowie die namensgebende Abteilung im Titel sowie den nicht näher erläuterten Skandal, für den Brown als „Bauernopfer“ herhalten soll, auf.

## Rezeption
Die Kritiken für den Film fielen eher verhalten aus. Während die Mehrzahl der Kritiker vor allem Harrelsons starkes Schauspiel lobte, wurden vor allem das konventionelle Drehbuch und Movermans Inszenierungsstil kritisiert.

„‚Rampart‘ ist eher Charakterstudie als knallhartes Cop-Drama und täuscht mit der prominenten Besetzung ein wenig über seine wahre Struktur hinweg – Woody Harrelson trägt Movermans zweite Regiearbeit nämlich quasi im Alleingang. Aufgrund eines zu konventionellen Drehbuchs kann Moverman dabei aber leider nicht an die Qualität seines starken Erstlings ‚The Messenger‘ anknüpfen.“

„Ein dichtes, düsteres Krimi-Drama, das eine Welt ohne Hoffnung auf Erlösung zeichnet, in der der Protagonist entsprechend orientierungslos agiert. Der Film konzentriert sich ganz auf den hervorragenden Hauptdarsteller, kann damit aber nicht seine Sprunghaftigkeit sowie die unzureichende psychologische Fundierung verbergen.“

„Einen dirty cop darf nun auch Woody Harrelson im zweiten Spielfilm des Oscar-nominierten Oren Moverman geben. Der wiederum begeht sowohl inszenatorisch als auch narrativ die ähnlichen Fehler wie bereits in seinem Debüt, was Rampart zwar zu keinem schlechten Film macht, zu einem guten aber auch nicht.“

## Auszeichnungen
- Satellite Awards 2011 – Nominierung in der Kategorie Bester Hauptdarsteller für Woody Harrelson
- Independent Spirit Awards 2012 – Nominierung in der Kategorie Bester Hauptdarsteller für Woody Harrelson
- Young Artist Awards 2012 – Nominierung in der Kategorie Beste Nebendarstellerin in einem Spielfilm für Sammy Boyarsky